# Quercus pacifica
Quercus pacifica Nixon & C.H.Müll. – gatunek rośliny z rodziny bukowatych (Fagaceae Dumort.). Występuje endemicznie w zachodnich Stanach Zjednoczonych – na wyspach Channel Islands (Santa Cruz, Santa Catalina oraz Santa Rosa). 

## Morfologia
PokrójCzęściowo zimozielone małe drzewo lub krzew. Dorasta do 2–5 m wysokości. Kora jest łuszcząca się.
LiścieBlaszka liściowa ma kształt od odwrotnie jajowatego do podługowatego. Mierzy 1,5–4 cm długości oraz 0,5–2 cm szerokości, jest całobrzega lub delikatnie ząbkowana na brzegu, ma nasadę zbiegającą po ogonku lub od zaokrąglonej do klinowej i zaokrąglony wierzchołek. Ogonek liściowy jest nagi i ma 2–5 mm długości.
OwoceOrzechy zwane żołędziami o kształcie od obłego do wrzecionowatego, dorastają do 20–30 mm długości i 9–15 mm średnicy. Osadzone są pojedynczo w miseczkach w półkulistym kształcie, które mierzą 15 mm długości i 20 mm średnicy. Orzechy otulone są w miseczkach do 25–50% ich długości.

## Biologia i ekologia
Rośnie w widnych lasach, chaparralu oraz na łąkach.